# Panzerhandschuh (Fechten)
Ein Panzerhandschuh, auch engl. fencing gauntlet, ist eine Schutzwaffe aus Europa, die beim Fechten verwendet wird.

## Beschreibung
Ein Panzerhandschuh für das Fechten besteht aus Stahl. Diese Art der Panzerhandschuhe ist in der Regel genau so gearbeitet wie die üblichen Panzerhandschuhe, mit dem Unterschied, dass er noch beweglicher gearbeitet ist als die anderen Typen. Der Aufbau der Hand- und Fingerpanzerung ist aus mehr Einzelteilen als sonst üblich gearbeitet. Dadurch werden das Handgelenk, die Hand selbst und die Finger beweglicher. Diese Beweglichkeit ist wichtig für das Fechten mit dem Rapier oder anderer Fechtwaffen, was auch der Grund dieser  Umgestaltung war. Für das Fechten mit dem Schwert  wurde eine so hohe Beweglichkeit nicht benötigt. Viele dieser Fechthandschuhe sind mit qualitativ hochwertiger Dekoration ausgeführt (siehe Foto Infobox), während andere auch einfacher ausgeführt waren. Normalerweise bestehen Fechthandschuhe aus mit Metallringen besetztem Leder. Eine Version aus Stahl wurde hergestellt, um beim Fechten den Vorteil einer schweren Panzerung nutzen zu können.